# Miguel Teotônio de Toledo Ribas
Miguel Teotônio de Toledo Ribas (São Paulo, 1783 — Ouro Preto, 1853) foi um militar e político brasileiro. Alcançou o posto de brigadeiro.
Foi membro da junta governativa da Província de Mato Grosso, instalada em 20 de agosto de 1821, de 23 de janeiro a 30 de julho de 1823.
Foi agraciado comendador da Imperial Ordem de São Bento de Avis.